# О’Мэлли, Мартин
Ма́ртин Джо́зеф О’Мэ́лли (англ. Martin Joseph O'Malley; род. 18 января 1963, Вашингтон) — американский политик-демократ, 61-й губернатор штата Мэриленд.

## Биография

### Ранние годы и образование
Мартин О’Мэлли вырос в Потомаке, пригороде Вашингтона, в семье адвоката. Он окончил школу Our Lady of Lourdes в Бетесде и среднюю школу колледжа Гонзага. В 1985 году О’Мэлли окончил Католический университет Америки и в том же году поступил в юридическую школу Университета Мэриленда в Балтиморе. В 1988 году он окончил школу со степенью доктора права и сдал экзамен на адвоката.

### Политическая карьера
В 1986 году он начал встречаться со своей будущей женой, Кэтрин Каррэн, дочерью генерального прокурора штата. В том же году О’Мэлли стал помощником прокурора штата по Балтимору. В этой должности он пробыл до 1990 года.
В 1990 году О’Мэлли баллотировался в Сенат штата Мэриленд, однако проиграл праймериз, уступив своему сопернику Джону Пика всего 43 голоса. В 1991 году он был избран на вакантное место в городской совет Балтимора, где возглавлял законодательный следственный комитет и комитет по налогообложению и финансам.
В 1999 году О’Мэлли выставил свою кандидатуру на пост мэра Балтимора. Он выиграл праймериз Демократической партии, набрав 53 % голосов. На выборах мэра О’Мэлли победил кандидата от Республиканской партии Дэвида Туфаро (90 % и 10 % голосов соответственно). В 2004 году О’Мэлли был переизбран, победив на праймериз с 67 % голосов и на всеобщих выборах с 87 % голосов.
В 2002 году журнал Esquire назвал О’Мэлли «Лучшим молодым мэром страны», а в 2005 году журнал Time включил его в «Топ 5 мэров больших городов».
7 ноября 2006 года О’Мэлли стал губернатором Мэриленда, победив на выборах действующего губернатора республиканца Боба Эрлиха. 2 ноября 2010 года О’Мэлли был переизбран на второй срок.
30 мая 2015 года официально объявил об участии в президентских выборах 2016 года. 1 февраля 2016 года, после праймериз в Айове, снял свою кандидатуру, набрав в штате около 1 % голосов.

### Личная жизнь
Мартин О’Мэлли женат на окружном судье Кэтрин Каррэн О’Мэлли. Они познакомились в 1986 году и поженились в 1990 году. У них четверо детей: Грейс, Тара, Уилл и Джек.